# Список президентів ФІФА
Нижче наведено список президентів Міжнароднародної федерації футболу (FIFA), міжнародного керівного органу футболу.
П'ять з семи колишніх президентів померли протягом їхніх термінів (двоє з них у ранзі почесних президентів ФІФА).

## Список президентів
| № | Президент | Президент | Президент             | Вступив на посаду | Покинув свій пост | Громадянство     |
| - | --------- | --------- | --------------------- | ----------------- | ----------------- | ---------------- |
| 1 |           |           | Робер Герен           | 1904              | 1906              | Франція          |
| 2 |           |           | Даніель Берлі Вулфолл | 1906              | 1918†             | Англія           |
| 3 |           |           | Жуль Ріме*            | 1921              | 1954†             | Франція          |
| 4 |           |           | Рудольф Селдрейєрс    | 1954              | 1955†             | Бельгія          |
| 5 |           |           | Артур Дрюрі           | 1955              | 1961†             | Англія           |
| 6 |           |           | Стенлі Роуз*          | 1961              | 1974†             | Англія           |
| 7 |           |           | Жоао Авеланж*         | 1974              | 1998              | Бразилія         |
| 8 |           |           | Йозеф "Зепп" Блаттер  | 1998              | 2015              | Швейцарія        |
| 9 |           |           | Джанні Інфантіно      | 2016              |                   | Італія Швейцарія |

*Присвоєно звання почесного президента FIFA, після закінчення терміну їхнього президентства.

†Помер протягом терміну свого президентства.